# Bazoges-en-Paillers
Bazoges-en-Paillers est une commune française située dans le département de la Vendée en région Pays de la Loire.
Ses habitants sont appelés les Bazogeais.

## Géographie
Le territoire municipal de Bazoges-en-Paillers s’étend sur 1 158 hectares. L’altitude moyenne de la commune est de 87 mètres, avec des niveaux fluctuant entre 53 et 107 mètres,.
| La Boissière-de-Montaigu | Les Landes-Genusson |             |
|                          | Bazoges-en-Paillers | Beaurepaire |
| Chavagnes-en-Paillers    | Saint-Fulgent       |             |

### Climat
Pour des articles plus généraux, voir Climat des Pays de la Loire et Climat de la Vendée.
En 2010, le climat de la commune est de type climat océanique altéré, selon une étude du CNRS s'appuyant sur une série de données couvrant la période 1971-2000. En 2020, Météo-France publie une typologie des climats de la France métropolitaine dans laquelle la commune est exposée à un climat océanique et est dans la région climatique  Bretagne orientale et méridionale, Pays nantais, Vendée, caractérisée par une faible pluviométrie en été et une bonne insolation. 
Pour la période 1971-2000, la température annuelle moyenne est de 11,7 °C, avec une amplitude thermique annuelle de 14 °C. Le cumul annuel moyen de précipitations est de 798 mm, avec 12,1 jours de précipitations en janvier et 6,4 jours en juillet. Pour la période 1991-2020, la température moyenne annuelle observée sur la station météorologique de Météo-France la plus proche, « St-Fulgent_sapc », sur la commune de Saint-Fulgent à 7 km à vol d'oiseau, est de 12,6 °C et le cumul annuel moyen de précipitations est de 815,9 mm,. Pour l'avenir, les paramètres climatiques de la commune estimés pour 2050 selon différents scénarios d'émission de gaz à effet de serre sont consultables sur un site dédié publié par Météo-France en novembre 2022.

## Urbanisme

### Typologie
Au 1er janvier 2024, Bazoges-en-Paillers est catégorisée bourg rural, selon la nouvelle grille communale de densité à sept niveaux définie par l'Insee en 2022.
Elle est située hors unité urbaine. Par ailleurs la commune fait partie de l'aire d'attraction des Herbiers, dont elle est une commune de la couronne,. Cette aire, qui regroupe 15 communes, est catégorisée dans les aires de 50 000 à moins de 200 000 habitants,.

### Occupation des sols
L'occupation des sols de la commune, telle qu'elle ressort de la base de données européenne d’occupation biophysique des sols Corine Land Cover (CLC), est marquée par l'importance des territoires agricoles (93,1 % en 2018), en diminution par rapport à 1990 (94,9 %). La répartition détaillée en 2018 est la suivante : 
terres arables (46,1 %), zones agricoles hétérogènes (43 %), zones urbanisées (6,2 %), prairies (4 %), eaux continentales (0,6 %). L'évolution de l’occupation des sols de la commune et de ses infrastructures peut être observée sur les différentes représentations cartographiques du territoire : la carte de Cassini (XVIIIe siècle), la carte d'état-major (1820-1866) et les cartes ou photos aériennes de l'IGN pour la période actuelle (1950 à aujourd'hui).

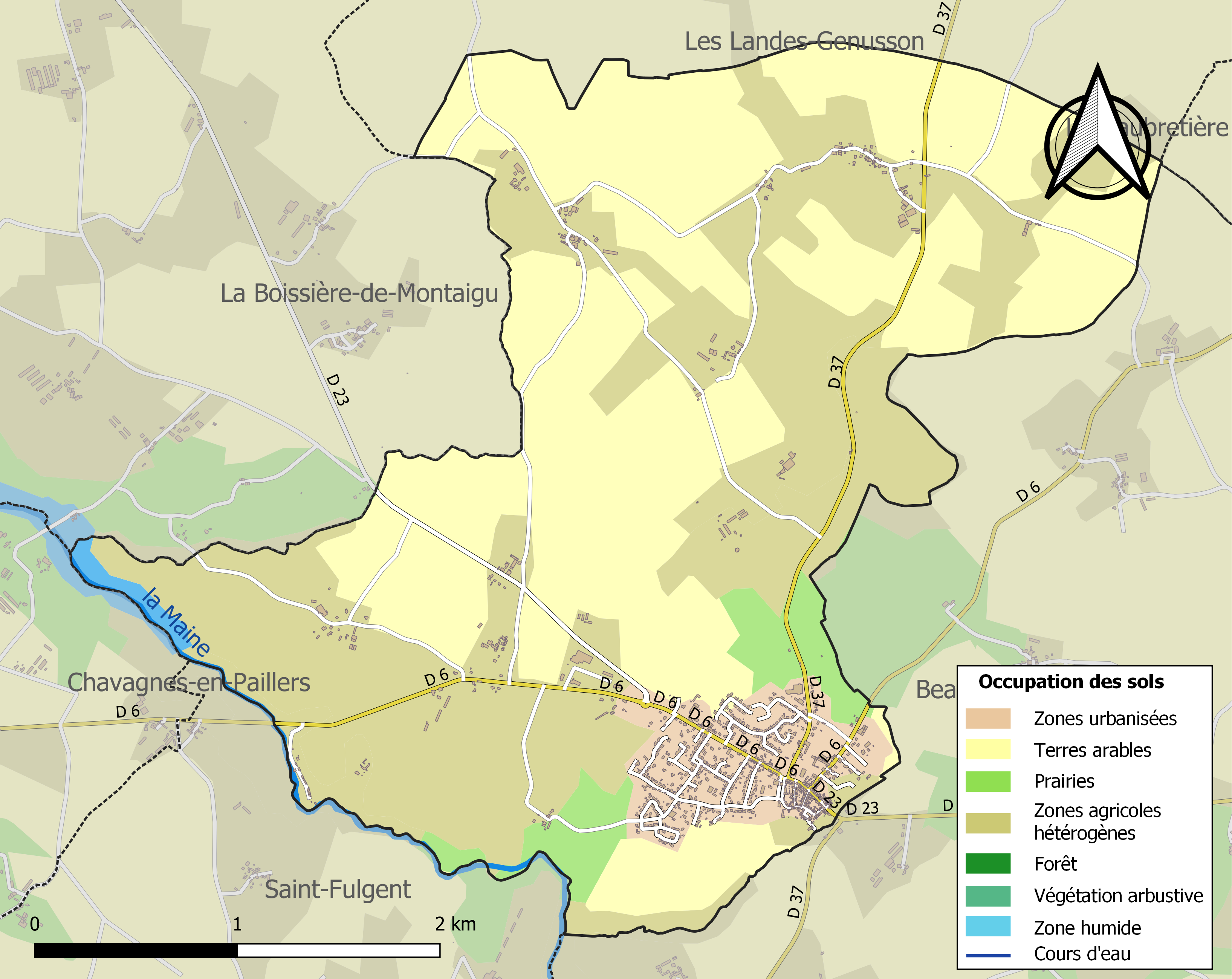
Carte des infrastructures et de l'occupation des sols de la commune en 2018 (CLC).

## Toponymie
En poitevin (patois vendéen), la commune est appelée Badàujhe.
L’étymologie du terme « Bazoges » est dérivée de Basilica (mot romain signifiant église rurale).

## Histoire
Bazoges-en-Paillers tire son surnom de l’ancienne petite ville de Paillers, autrefois chef-lieu de doyenné.
Bazoges était une châtellenie relevant du marquisat de Montaigu, le plus ancien seigneur connu est Aimeri Guoyas, chevalier-seigneur de La Barotière, qui a choisi pour lieu de sépulture en 1272 l’abbaye de la Grainetière. Bazoges fut aussi célèbre à la cour au XVIIe siècle, Marie Hillerin, fille de Jacques Hillerin, chevalier-seigneur de Bazoges, épousa Jean Ireland. Un petit-fils, François-Hubert Irland, devint conseiller du roi. La famille Irland, aujourd’hui éteinte, était originaire d’Écosse.
Le curé de Bazoges était à la nomination du doyen de Montaigu et au nombre des chapelles mentionnées au XVIIIe siècle, on trouve : chapelle de Saint-Esprit - chapelle Notre-Dame de Logerie - chapelle de Saint-Clair des Gaboriaux fondée en 1737 par Pierre Gaborieau, curé de Bazoges, dans l’église même.
L’église telle qu’elle se comportait, place Notre-Dame (Vieille Place), paraît avoir été bâtie par M. Clair Gaboriau, curé de la paroisse pendant 50 ans. Elle avait la forme d’une croix latine et un des deux petits autels était consacré à saint Mathurin, fêté le 10 mai, dont les enfants étaient voués. On dit que vers 1620, l’implacable maladie qu’était le croup emportait beaucoup d’enfants. On porta la statue de saint Mathurin en procession et le fléau cessa immédiatement. Depuis ce temps, jamais le croup n’aurait fait mourir d’enfants à Bazoges.
L’histoire bazogeaise c’est donc la place Notre-Dame, occupée autrefois par l’église entourée d’un cimetière, avec derrière et existant encore un ancien presbytère, d’où partait, raconte la légende un souterrain qui reliait le Puy Greffier et le château. Mais la dernière personne ayant suivi ce souterrain ne put faire plus que quelques centaines de mètres, arrêtée par l’inondation du passage.
Ce qui parait sûr cependant, est l’existence d’un souterrain refuge partant effectivement d’une ancienne habitation (cheminée apparente). L’entrée de ce souterrain-refuge a été murée vers 1945, à la suite d'un effondrement de terrain. Mais quelques jeunes de l’époque se rappellent être descendus jouer à l’intérieur de salles et galeries.
Riche en histoire, Bazoges était traversée par une voie romaine qui venait de Saint-Georges et que l’on devine encore un peu (au droit du pont) entre les routes de Beaurepaire et de Saint-Fulgent.
L’armée napoléonienne traversa également la commune, et après un campement près de la rivière, beaucoup attrapèrent le paludisme, un mal peu connu à l’époque ; c’est à partir de ces faits que l’on baptisa le Malpalu, la rivière délimitant les communes de Bazoges avec Beaurepaire.
Bazoges paya un lourd tribut aux guerres de Vendée, et fut un haut lieu de résistance, le château de la Rairie a appartenu à la famille de Sapinaud.
Histoire mouvementée qui contraste avec la beauté des paysages, le charme de la Templerie, avec ses dolmens et menhirs, le site de l’étang neuf et le calme et la tranquillité des vestiges des manoirs de Logerie, de la Rancunelière et du château, sans oublier les sculptures de l’église actuelle construite en 1905, et ses magnifiques vitraux, dont l’un retrace le martyre de l’abbé Brenugat, vicaire du curé Bonneau, qui a péri dans la campagne d’outre-Loire (guerres de Vendée). Déporté en Guyane, le vicaire mourut d’inanition dans une forêt de Kononama.

## Politique et administration

### Liste des maires
| Période                                  | Période                | Identité              | Étiquette | Qualité                                    |
| ---------------------------------------- | ---------------------- | --------------------- | --------- | ------------------------------------------ |
| Les données manquantes sont à compléter. |                        |                       |           |                                            |
| avant 1947                               | mars 1959              | Adrien Seguin         |           | Chevalier de la Légion d'honneur           |
| mars 1959                                | mars 1983              | Daniel Renaud         |           |                                            |
| mars 1983                                | mars 1989              | André Petiot          |           | Artisan menuisier                          |
| mars 1989                                | mars 2001              | Louis-Marie Girardeau | DVD       | Entrepreneur de maçonnerie                 |
| mars 2001                                | avril 2007 (démission) | Gilles Barraud        |           | Retraité Adjoint au maire (1995 → 2001)    |
| mai 2007                                 | mars 2008              | Denis Bossard         |           | Contrôleur qualité, ancien premier adjoint |
| mars 2008                                | mars 2014              | Laurent Bénéteau      |           | Agriculteur                                |
| mars 2014                                | En cours               | Jean-François You     | SE        | Technicien de voirie                       |

## Population et société

### Démographie

#### Évolution démographique
L'évolution du nombre d'habitants est connue à travers les recensements de la population effectués dans la commune depuis 1800. Pour les communes de moins de 10 000 habitants, une enquête de recensement portant sur toute la population est réalisée tous les cinq ans, les populations de référence des années intermédiaires étant quant à elles estimées par interpolation ou extrapolation. Pour la commune, le premier recensement exhaustif entrant dans le cadre du nouveau dispositif a été réalisé en 2005.

En 2022, la commune comptait 1 551 habitants, en évolution de +11,34 % par rapport à 2016 (Vendée : +5,33 %, France hors Mayotte : +2,11 %).
| 1800 | 1806 | 1821 | 1831 | 1836 | 1841 | 1846 | 1851 | 1856 |
| ---- | ---- | ---- | ---- | ---- | ---- | ---- | ---- | ---- |
| 491  | 552  | 679  | 608  | 666  | 660  | 679  | 740  | 755  |

| 1861 | 1866 | 1872 | 1876 | 1881 | 1886  | 1891  | 1896 | 1901 |
| ---- | ---- | ---- | ---- | ---- | ----- | ----- | ---- | ---- |
| 791  | 818  | 808  | 892  | 988  | 1 007 | 1 017 | 980  | 921  |

| 1906 | 1911 | 1921 | 1926 | 1931 | 1936 | 1946 | 1954 | 1962 |
| ---- | ---- | ---- | ---- | ---- | ---- | ---- | ---- | ---- |
| 918  | 805  | 806  | 816  | 826  | 784  | 770  | 767  | 771  |

| 1968 | 1975 | 1982 | 1990 | 1999 | 2005 | 2006 | 2010  | 2015  |
| ---- | ---- | ---- | ---- | ---- | ---- | ---- | ----- | ----- |
| 772  | 760  | 793  | 826  | 844  | 949  | 966  | 1 118 | 1 361 |

| 2020  | 2022  | - | - | - | - | - | - | - |
| ----- | ----- | - | - | - | - | - | - | - |
| 1 481 | 1 551 | - | - | - | - | - | - | - |

#### Pyramide des âges
En 2018, le taux de personnes d'un âge inférieur à 30 ans s'élève à 42,2 %, soit au-dessus de la moyenne départementale (31,6 %). À l'inverse, le taux de personnes d'âge supérieur à 60 ans est de 15,6 % la même année, alors qu'il est de 31,0 % au niveau départemental.
En 2018, la commune comptait 757 hommes pour 683 femmes, soit un taux de 52,57 % d'hommes, largement supérieur au taux départemental (48,84 %).
Les pyramides des âges de la commune et du département s'établissent comme suit.
| Hommes | Classe d’âge | Femmes |
| ------ | ------------ | ------ |
| 0,1    | 90 ou +      | 0,6    |
| 3,5    | 75-89 ans    | 3,1    |
| 12,6   | 60-74 ans    | 11,3   |
| 15,4   | 45-59 ans    | 15,4   |
| 26,3   | 30-44 ans    | 27,4   |
| 16,0   | 15-29 ans    | 17,5   |
| 26,1   | 0-14 ans     | 24,8   |

| Hommes | Classe d’âge | Femmes |
| ------ | ------------ | ------ |
| 0,8    | 90 ou +      | 2,2    |
| 8,7    | 75-89 ans    | 11,1   |
| 20,3   | 60-74 ans    | 21,3   |
| 20     | 45-59 ans    | 19,4   |
| 17,5   | 30-44 ans    | 16,8   |
| 15     | 15-29 ans    | 13,2   |
| 17,7   | 0-14 ans     | 16,1   |

## Lieux et monuments
- Église du Sacré-Cœur.